# Sidama (Sprache)
Die Sprache Sidama (auch Sidamo oder Sidaminya genannt, Eigenbezeichnung Sidámo 'Afó) gehört zu den hochlandostkuschitischen Sprachen. Sie wird von etwa 1,6 Millionen Menschen vom Volk der Sidama in Südäthiopien gesprochen. Das Vokabular ist vom Altäthiopischen, dem Amharischen und dem Oromo beeinflusst.
Die Bezeichnung „Sidama“ oder „Sidamo“ wurde früher auch für weitere ostkuschitische Sprachen sowie für omotische Sprachen gebraucht.